# كأس اليونان 2011–12
كأس اليونان 2011–12 (باليونانية: Κύπελλο Ελλάδος ποδοσφαίρου ανδρών 2011-12)‏ هو الموسم 70 من كأس اليونان. أشرف على تنظيمه الاتحاد الإغريقي لكرة القدم، وكان عدد الأندية المشاركة فيه 57، وفاز فيه نادي أولمبياكوس.